# La Selle-en-Coglès
Selle-en-Coglès (bret. Kell-Gougleiz) – miejscowość i dawna gmina we Francji, w regionie Bretania, w departamencie Ille-et-Vilaine. W 2013 roku populacja gminy wynosiła 630 mieszkańców. 
W dniu 1 stycznia 2017 roku z połączenia trzech ówczesnych gmin – Coglès, Montours oraz La Selle-en-Coglès – utworzono nową gminę Les Portes-du-Coglais. Siedzibą gminy została miejscowość Montours. 